# Chandnagar, Sindgi
Chandnagar là một làng thuộc tehsil Sindgi, huyện Bijapur, bang Karnataka, Ấn Độ.